# Halmaherahängpapegoja
Halmaherahängpapegoja (Loriculus amabilis) är en fågel i familjen östpapegojor inom ordningen papegojfåglar.

## Utbredning och systematik
Fågeln förekommer i norra Moluckerna (Halmahera och Bacan). Den behandlas som monotypisk, det vill säga att den inte delas in i några underarter.

## Status
IUCN kategoriserar arten som livskraftig.